# Oedaleus senegalensis
Oedaleus senegalensis är en insektsart som först beskrevs av Krauss 1877.  Oedaleus senegalensis ingår i släktet Oedaleus och familjen gräshoppor. Inga underarter finns listade i Catalogue of Life.

## Bildgalleri

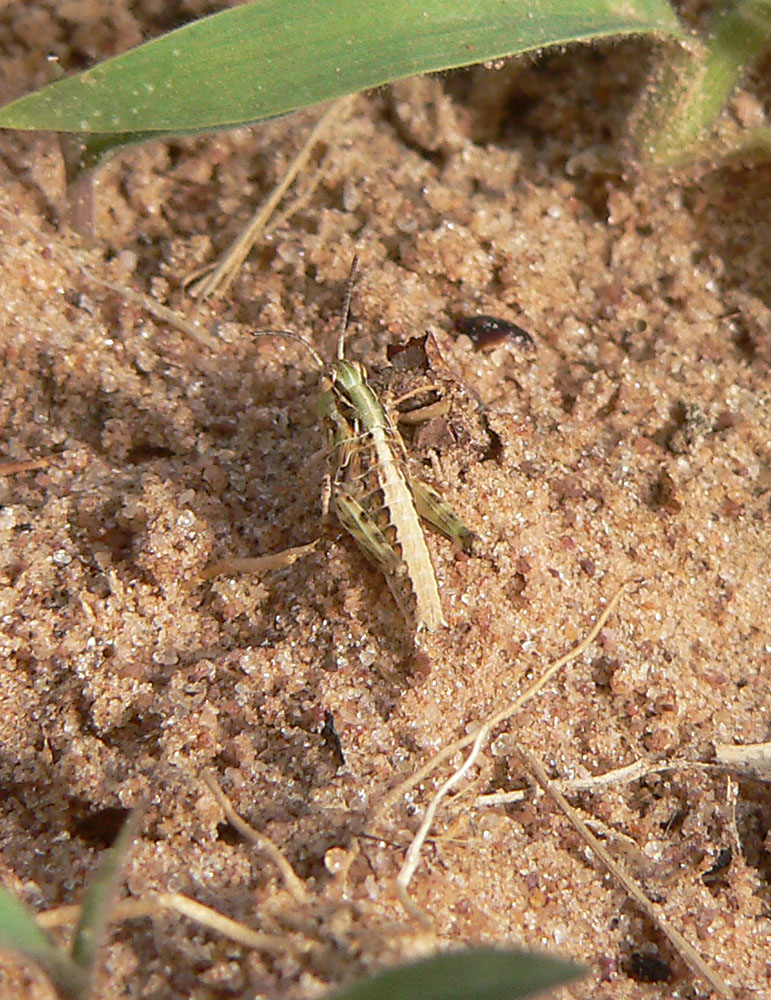
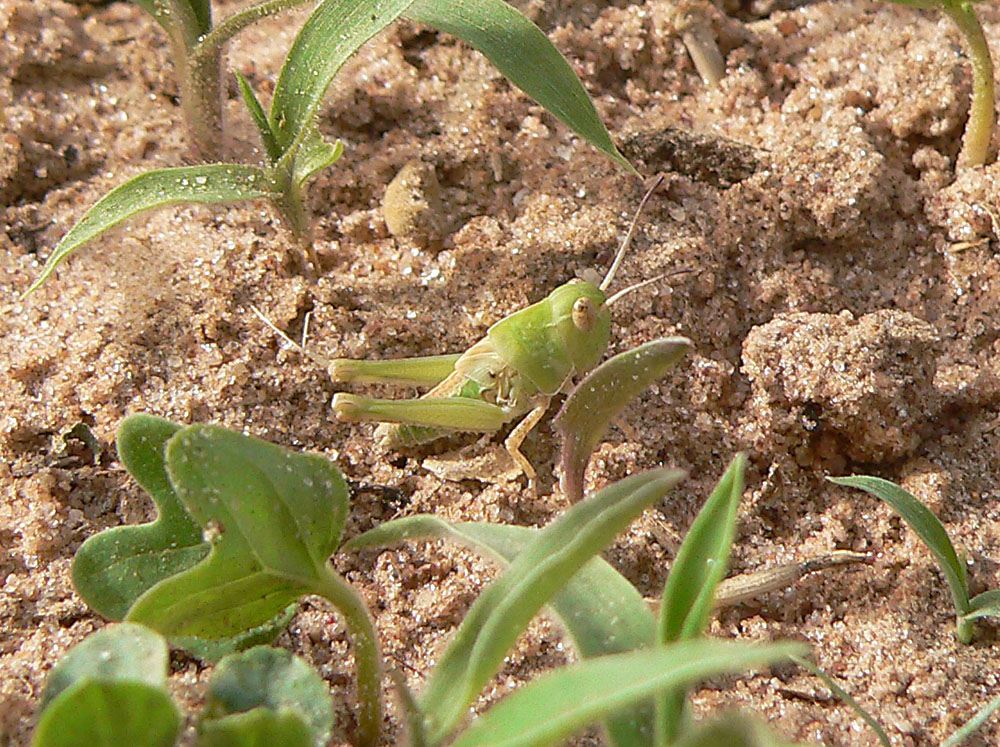
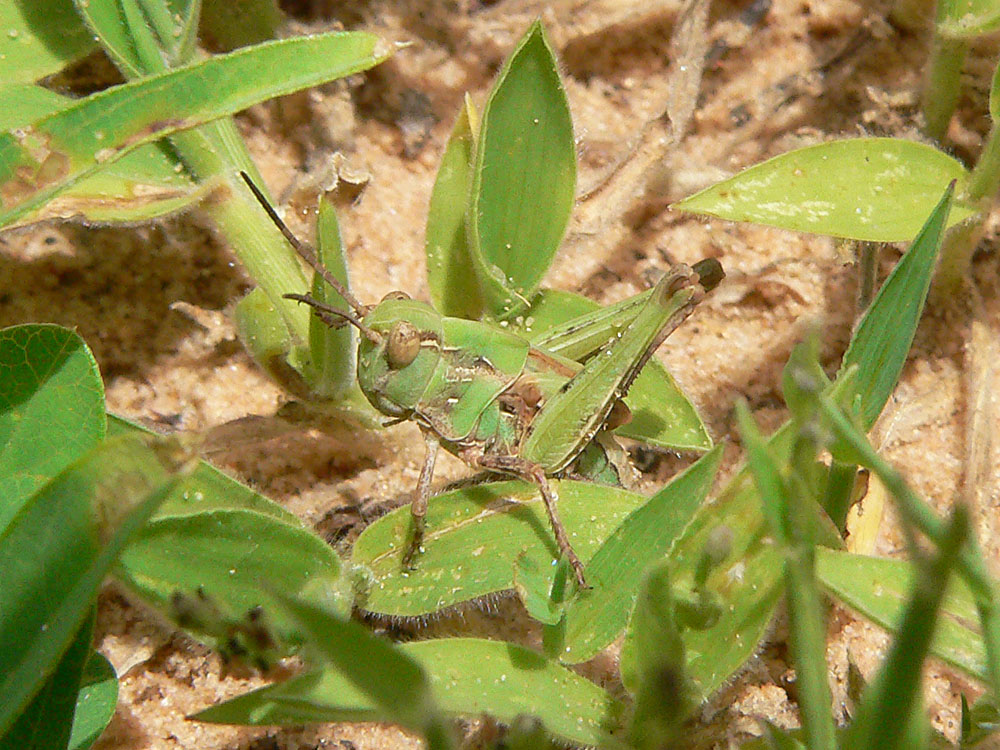
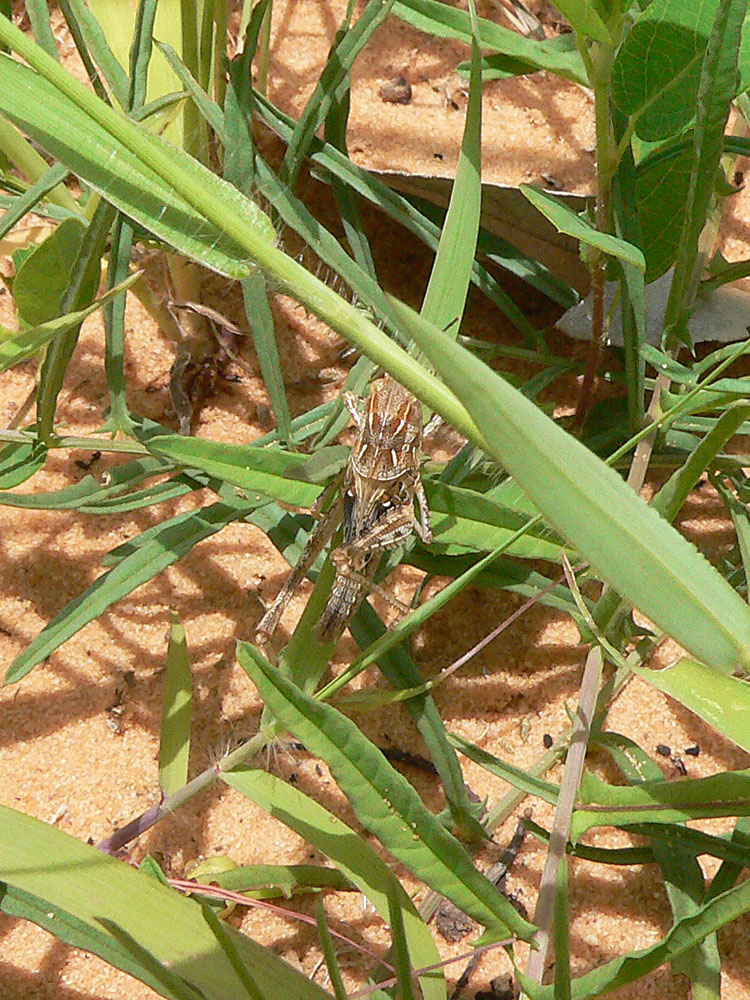